# Juan Mariné

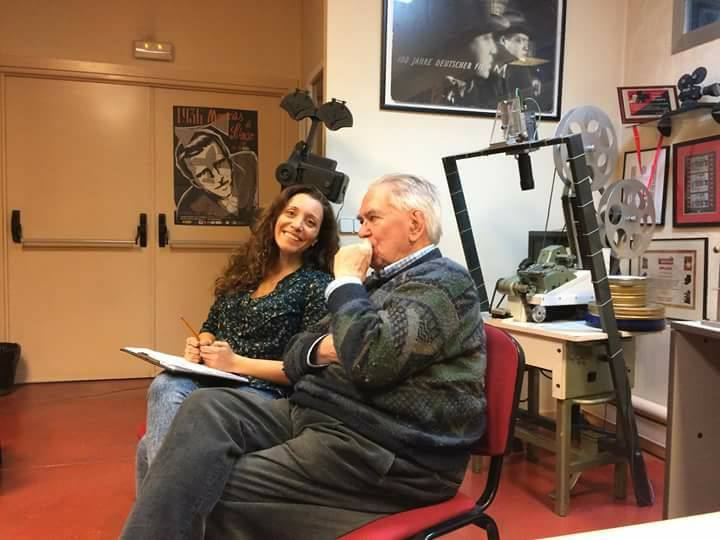
Entrevista a Juan Mariné en la ECAM.

Juan Mariné Bruguera (Barcelona, 31 de diciembre de 1920-Madrid, 17 de febrero de 2025) fue un director de fotografía y restaurador cinematográfico español. Con ciento cuarenta títulos en su haber, desde los años previos a la Guerra civil hasta la década de 1990, participó en grandes clásicos del cine español. Al margen de su trabajo de director de fotografía, destaca por su labor de restauración de películas antiguas para la Escuela de Cine de la Comunidad de Madrid (ECAM) y Filmoteca Española a partir de mediados de los años 1980, con una tecnología diseñada por él. Considerado no solo como uno de los grandes profesionales, sino como la memoria del cine español por su larga experiencia y su labor de recuperación, restauración y conservación del patrimonio filmográfico, ha sido merecedor de numerosos premios y homenajes, entre los que destaca el Goya de Honor a su trayectoria profesional en 2024.

## Biografía

### Infancia y juventud
Su primer contacto con el cine tuvo lugar en 1924 en Arenys de Mar donde su madre le había enviado para que se curase de una «tos muy fea». Allí, pudo ver los primeros cortometrajes de Charles Chaplin que proyectaban unos comerciantes de antigüedades con un novedoso sistema de cine casero traído de París. «Aquello era una maravilla, me impactó muchísimo», dijo en una entrevista de 2017. De vuelta a Barcelona, su padre no tuvo más remedio que llevarle a una sala de cine, y su madre le inscribió en la escuela antes de tiempo para que aprendiese a leer y pudiera entender los subtítulos de las películas mudas.
Tuvo que aplicarse mucho en sus estudios para que le mantuvieran la beca, dada la poca solvencia de sus padres. Estudió en el colegio Cervantes de la calle Aribau de Barcelona, pero sus estudios se vieron interrumpidos cuando cayó enfermo. Unas fiebres producidas por el tifus le dejaron ciego y le mantuvieron una larga temporada en cama, pero tuvo la suerte de que en urgencias le atendiera un médico experto en Oftalmología. Tras una operación y un mes de curas, logró recuperarse pero no lo suficiente como para seguir estudiando y no volvió a la escuela para terminar el bachillerato. Se puso a trabajar llevando portes.
Su madre le llevaba al cine a ver producciones extranjeras. Más tarde, frecuentó un club en Arenys de Mar que tenía un Pathé Baby con el que proyectaban diapositivas y películas. Como no funcionaba muy bien, Mariné lo arreglaba de vez en cuando.
En noviembre de 1934, su tío José Vilaseca, que era mecánico de profesión, le pidió que llevara una cámara Super Parvo para rodar cine sonoro a los estudios Orphea donde se estaba rodando El octavo mandamiento de Arthur Porchet. Mientras esperaba que llegase la furgoneta para el traslado, se puso a leer el manual de instrucciones, que estaba en francés, y cuando llegó a los estudios vio que el equipo de rodaje, compuesto de técnicos suizos, ya habían tenido problemas con la cámara que estaban utilizando, que era un modelo anterior a la que traía. Mariné fue el único capaz de entender cuál era el problema y de resolverlo. Al finalizar la jornada le pidieron que volviera el día siguiente. Pronto se interesó por las actividades del equipo de fotografía y acabó echándoles una mano cada vez que surgía un problema, como si fuese un meritorio, pero sin cobrar. Cuando se terminó el rodaje, le contrataron por 10 pesetas por película, que era más que lo que cobraba su padre.
Después de esta experiencia, Mariné siguió colaborando con Porchet que le ofreció ser auxiliar en Amor gitano de Alfonso Benavides, en Incertidumbre de Juan Parellada e Isidro Socias y finalmente en La canción de mi vida, una cinta que no terminó de rodarse debido al inicio de la guerra civil española.

### Guerra Civil
A los pocos meses de empezar la guerra, los estudios Orphea le encargaron que fuera como ayudante al rodaje del multitudinario entierro de Durruti para planificar la jornada, reunir al equipo y al material técnico. Hicieron un cortometraje que se proyectó en varias sesiones diarias durante una semana en el cine Publi con gran asistencia de público. Durante la contienda, Mariné va a formar parte de SIE Films, una productora creada por la CNT. Allí trabajó en noticiarios, películas de propaganda, corto y mediometrajes documentales, entre otras producciones. Mariné no se encontraba cómodo en SIE Films y pasó a trabajar para Laya Films, donde fue ayudante y operador de cámara.
En  sus  ratos  libres, se dedicaba a la fotografía de arte y montó un modesto taller de dibujos animados. En la primavera de 1938, fue llamado a filas y se incorporó en la llamada Quinta del biberón para luchar en el frente donde entraron en combate en la batalla del Segre. Perdió la audición del oído derecho en la explosión de una bomba. En Preixéns, empezó a trabajar como fotógrafo, haciendo ampliaciones fotográficas de las posiciones enemigas en laboratorio y luego de fotógrafo para el comandante Enrique Líster. Ante la retirada de las fuerzas republicanas, huyó con otros soldados hacia Barcelona. En Calaf, quedaron sitiados y consiguieron subirse a unos camiones que los llevaron a Francia. Allí, Mariné pasó por  dos campos de internamiento, el de Saint-Cyprien y el de Argelès-sur-Mer; logró escapar y, como quería regresar a España, se entregó en Le Boulou en un destacamiento del ejército franquista. Lo llevaron preso a Sevilla donde fue internado en el campo de concentración franquista de La Rinconada, que era una azucarera. Fue liberado gracias a unos contactos de su padre que había sido árbitro de fútbol y conocía a mucha gente en Sevilla, donde había jugado a menudo. Tuvo que terminar de hacer el servicio militar, y lo hizo en un hospital del centro de Sevilla.
De vuelta a Barcelona, consiguió  mediante oposiciones una plaza de fotógrafo en el Estado  Mayor del general Luis Orgaz Yoldi que le encargó inspeccionar y fotografiar los campos de prisioneros republicanos. Le felicitaron por la excelente ejecución de sus informes. Simultaneaba su servicio militar con la realización y producción de dibujos animados, pero había tal escasez de medios que una vez utilizados los celofanes transparentes sobre los que dibujaban los personajes, se borraban para volver a utilizarlos de nuevo.

### Trayectoria como director de fotografía
A principios del año 1940, año a partir de la cual la actividad de Cifesa se concentró en Madrid, Mariné decidió trasladarse a la capital española, pero le resultó imposible compaginar su actividad profesional con el servicio militar. Tuvo que esperar a que este finalizara para mudarse definitivamente a Madrid con el objetivo de dedicarse por completo al mundo del cine. 
En la capital, retomó contacto con Manuel Berenguer con quien había trabajado en Laya, entre otros proyectos. Con el alicantino trabajó en varias películas como segundo operador, pero fue en 1947 cuando por primera vez asumió las funciones de director de fotografía. Fue en un episodio de la película Cuatro mujeres, de Antonio del Amo, después de que Manuel Berenguer no pudiese encargarse de la totalidad de la película por tener otros proyectos entre mano. Al año siguiente, se encargará con total responsabilidad de la fotografía de La sombra iluminada de Carlos Serrano de Osma. Mariné ejercerá como director de fotografía hasta finales de 1987. Durante su extensa carrera realizó unas 140 películas entre las que destacan las 13 que hará con Del Amo, 26 con Pedro Lazaga, 10 con José María Forqué, 7 con Juan Piquer y 4 con Manuel Mur Oti, sin olvidar las que hizo con Fernando Fernán-Gómez y Jesús Franco. Pedro Masó le encargó 36.

### Técnico innovador y restaurador fílmico
Mariné siempre se preocupó por investigar novedades y problemas técnicos de rodaje y de proyección de las películas. Mucho antes de que los cineastas de la nouvelle  vague rodaran cámara en mano, Mariné ya había filmado las escenas del Rastro de Día tras día (1951), de Antonio del Amo, con una pequeña cámara Eyemo. También fue pionero en  utilizar el sistema Eastmancolor y el objetivo Cinemascope en 1956 en La gata, de Margarita Alexandre y Rafael Torrecilla, y buscó maneras de mejorar la sensibilidad de las películas para obtener más calidad en las proyecciones o poder rodar de noche.
En la década de 1960, se alejó del cine durante unos cuatro años para trabajar en publicidad, lo que le proporcionaba mayores ingresos económicos trabajando menos y le permitía dedicar más tiempo a la investigación. Empezó a idonear máquinas para restaurar películas antiguas, lo que le valió el Premio Juan de la Cierva de Investigación en 1974. Invirtió el dinero del premio en profundizar más en sus investigaciones técnicas y experimentos que le llevaron a descubrir nuevos sistemas  de rodaje y de lentes anamórficas.
Su trabajo con Juan Piquer, realizador de películas de terror y de ciencia ficción, le permitió convertirse en un gran especialista en trucaje y efectos especiales, lo que le valió el reconocimiento del Festival de Cine de Sitges en 2017 con el premio María Honorífica. Tras su última colaboración con Piquer en La  grieta, en 1989, Mariné dejó definitivamente los platós de rodaje para dedicarse en exclusividad a temas de investigación sobre restauración de negativos antiguos en Filmoteca Española y en la Escuela de Cinematografía y del Audiovisual de la Comunidad de Madrid (ECAM). Allí, en su laboratorio situado en el sótano, apodado cariñosamente «el Submariné», ha montado un tren de lavado y recuperación higrométrica que permite procesar miles de metros de cintas deterioradas. El director polaco Wenceslao Syzoryk le ha dedicado en 2016 un documental con el mismo título, que muestra el trabajo diario de Mariné y su compañera Concha Figueras, restaurando la cinta de 1905 La llegada del tren a Llanes.
Mariné ha investigado también técnicas de ampliación y de más alta definición de cintas de súper 16 y 35 mm que le llevaron a crear el formato de película que lleva su nombre: el Formato Mariné. Este formato propone sólo dos perforaciones en vez de cuatro, lo que supone un aprovechamiento total del negativo y una notable mejora de la calidad de la imagen.

### Vida privada
El 16 de agosto de 1948, se casó con Carmen Brandi, hija del torero Ángel Brandi. Juntos tendrán tres hijos: Nuria, Óscar y Jorge Álvaro. Se separaron en 1968.

## Filmografía

### Segundo operador
- 1942: Legión de héroes, Armando Sevilla y Juan Fortuny
- 1942: Siempre mujeres, Carlos Arévalo
- 1942: Cuando pasa el amor, Juan López de Valcárcel
- 1942: Vidas cruzadas, Luis Marquina
- 1943: Cuarenta y ocho horas, José María Castellví
- 1943: Huella de luz, Rafael Gil
- 1943: Deliciosamente tontos, Juan de Orduña
- 1943: La boda de Quinita Flores, Gonzalo Delgrás
- 1943: Eloísa está debajo de un almendro, Rafael Gil
- 1944: Lecciones de buen amor, Rafael Gil
- 1945: La noche del martes, Antonio Santillán
- 1945: Viento de siglos, Enrique Gómez
- 1947: Las inquietudes de Shanti Andía, Arturo Ruiz Castillo
- 1947: La nao capitana, Florián Rey
- 1947: La dama del armiño, Eusebio Fernández Ardavín
- 1947: Nada, Edgar Neville
- 1947: Botón de ancla, Ramón Torrado
- 1948: La manigua sin dios, Arturo Ruiz Castillo

### Segunda unidad
- 1964: Cyrano y D'Artagnan/Cyrano et D'Artagnan/Cyrano e D'Artagnan, Abel Gance (esp-fr-it) (c)

### Cortometrajes
- 1959: El destierro del Cid, Jesús Franco (c)
- 1961: Paraíso verde, Pedro Baudín (c)
- 1961: Rías gallegas, Pedro Baudín (c)
- 1965: La corrida, Pedro Lazaga (con Hans Burmann) (c)
- 1980: Cine Parlante Coyne, Juan G. Tharrats (par. c)
- 1985: Alfonso X y el reino de Murcia, Primitivo Pérez (c)

### Largometrajes
- 1947: Cuatro mujeres, Antonio del Amo (un episodio, los tres restantes como segundo operador) (con Manuel Berenguer)
- 1948: La sombra iluminada, Carlos Serrano de Osma
- 1948: La otra sombra, Eduardo G. Maroto
- 1948: Aquellas palabras, Luis Arroyo (fot. Adicional) (con Emilio Foriscot)
- 1949: Noventa minutos, Antonio del Amo (fot. Aérea: Hans Scheib)
- 1949: El santuario no se rinde, Arturo Ruiz Castillo (con Alfonso Nieva)
- 1950: El Capitán Veneno, Luis Marquina
- 1950: Facultad de letras, Pio Ballesteros
- 1950: Truhanes de honor, Eduardo G. Maroto (con Carlos Pahissa)
- 1951: Día tras día, Antonio del Amo
- 1951: Niebla y sol, José María Forqué
- 1952: La llamada de África, César F. Ardavín
- 1952: Puebla de las mujeres, Antonio del Amo
- 1953: Intriga en el escenario, Feliciano Catalán
- 1953: El pescador de coplas, Antonio del Amo
- 1953: Cristo, Margarita Alexandre y Manuel Torrecilla (c)
- 1954: La ciudad de los sueños, Enrique Gómez
- 1955: Orgullo, Manuel Mur Oti
- 1956: La Gata, Margarita Alexandre y Manuel Torrecilla
- 1956: El batallón de las sombras, Manuel Mur Oti
- 1957: María de la O, Ramón Torrado (c)
- 1957: Las lavanderas de Portugal/Les Lavandières du Portugal, Pierre Gaspard-Huit y Ramón Torrado (esp-fr) (c)
- 1957: Saeta del ruiseñor, Antonio del Amo (c)
- 1958: El ruiseñor en las cumbres, Antonio del Amo (c)
- 1958: Nada menos que un arkángel, Antonio del Amo (c)
- 1959: Escucha mi canción, Antonio del Amo (c)
- 1959: Duelo en la cañada, Manuel Mur Oti
- 1960: Hola, Robinsón/Robinson et le triporteur, Jack Pinoteau (esp-fr) (c)
- 1960: La vida empieza ahora, Antonio Vàzquez Gallo (cu)
- 1960: Melocotón en almíbar, Antonio del Amo
- 1960: 091, Policía al habla, José María Forqué
- 1961: Labios rojos, Jesús Franco
- 1961: Los dos golfillos, Antonio del Amo
- 1961: Usted puede ser un asesino, José María Forqué
- 1962: Accidente 703, José María Forqué (esp-arg)
- 1962: ¿Chico o chica?, Antonio del Amo
- 1962: La gran familia, Fernando Palacios
- 1962: La muerte silba un blues, Jesús Franco
- 1962: El joven rebelde, Julio García Espinosa (cu)
- 1963: Los dinamiteros, Juan García Atienza
- 1963: El juego de la verdad/Couple interdit, José María Forqué (esp-fr)
- 1964: Casi un caballero, José María Forqué
- 1964: La muerte viaja demasiado/Humour noir, episodio de José María Forqué (esp-fr-it)
- 1964: Vacaciones para Yvette, José María Forqué
- 1964: Un hombre solo, Harald Philipp (esp-usa)
- 1965: Historias de la televisión, José Luis Sáenz de Heredia
- 1965: La familia… y uno más, Fernando Palacios
- 1965: La ciudad no es para mí, Pedro Lazaga
- 1965: 001, Operació Caribe/A.001 Operazione Giamaica/Scharfe Schüsse auf Jamaika, Richard Jackson (esp-it-rfa) (c)
- 1966: El último rey de los incas/Das Vermächtnis des Inka/Viva Gringo/Zavetut na Inkata, Georg Marischka (con Sigfried Hold) (esp-rfa-it-bull) (c)
- 1966: Nuevo en esta plaza, Pedro Lazaga (c)
- 1966: Las viudas, episodio «El retrato de Regino», José María Forqué
- 1966: Operación Plus Ultra, Pedro Lazaga (c)
- 1967: Un millón en la basura, José María Forqué
- 1967: ¿Qué hacemos con los hijos?, Pedro Lazaga
- 1967: Los chicos del Preu, Pedro Lazaga
- 1967: Los guardiamarinas, Pedro Lazaga
- 1967: Novios 68, Pedro Lazaga
- 1967: Sor Citroën, Pedro Lazaga
- 1968: El turismo es un gran invento, Pedro Lazaga
- 1968: No desearas a la mujer de tu prójimo, Pedro Lazaga
- 1968: Cómo sois las mujeres, Pedro Lazaga
- 1968: La chica de los anuncios, Pedro Lazaga
- 1968: No le busques tres pies, Pedro Lazaga
- 1969: Las secretarias, Pedro Lazaga
- 1969: Abuelo made in Spain, Pedro Lazaga
- 1969: Las amigas, Pedro Lazaga
- 1969: El abominable hombre de la Costa del Sol, Pedro Lazaga
- 1969: El otro árbol de Guernica, Pedro Lazaga
- 1969: A 45 revoluciones por minuto, Pedro Lazaga
- 1970: Verano 70, Pedro Lazaga
- 1970: ¿Por qué pecamos a los cuarenta?, Pedro Lazaga
- 1970: Crimen imperfecto, Fernando Fernán Gómez
- 1970: El dinero tiene miedo, Pedro Lazaga (esp-mex)
- 1970: El astronauta, Javier Aguirre
- 1971: Las Ibéricas F. C., Pedro Masó
- 1972: Las colocadas, Pedro Masó
- 1972: Experiencia prematrimonial, Pedro Masó
- 1973: Una chica y un señor, Pedro Masó
- 1974: Un hombre como los demás, Pedro Masó
- 1975: Una mujer y un cobarde, Silvio F. Balbuena
- 1976: Adulterio a la española, Arturo Marcos
- 1979: Supersonic Man, Juan Piquer
- 1979: Cinematógrafo 1900 (Homenaje a Segundo de Chómon), Juan G. Tharrats (colaboración)
- 1981: Ritos sexuales del diablo, José Ramón Larraz
- 1982: Los diablos del mar, Juan Piquer
- 1982: Mil gritos tiene la noche/Pieces, Juan Piquer (esp-usa)
- 1983: Los nuevos extraterrestres, Juan Piquer
- 1984: Guerra sucia, Juan Piquer
- 1984: La noche más hermosa, Manuel Gutiérrez Aragón (trucajes y efectos especiales)
- 1987: Slugs, muerte viscosa, Juan Piquer (efectos especiales)
- 1989: La grieta/The rift, Juan Piquer

## Premios
- 1966: Premio Nacional de Fotografía del Sindicato Nacional del Espectáculo
- 1974: Premio de Investigación Juan de la Cierva
- 1990: Medalla de Oro al Mérito en las Bellas Artes
- 1994: Premio Nacional de Cinematografía
- 2001: Premio honorífico Segundo de Chomón por la Academia de Cine de España
- 2015: Espiga de Honor de la SEMINCIñ
- 2017: Premio María Honorífica del Festival de Sitges
- 2024: Goya de Honor a la trayectoria en la 38.ª edición de los Premios Goya.[15]

## Homenajes
En 2015 se estrenó el documental Juan Mariné: la aventura de hacer cine dirigido por Primitivo Pérez, sobre su trayectoria vital y profesional.
En 2017, Wenceslao Scyzoryk estrenó un corto documental titulado El submariné, sobre el trabajo de restauración de películas antiguas llevado a cabo por Juan Mariné y su compañera Concha Figueras con la máquina que él diseñó en la ECAM.
La Filmoteca Española declaró el año 2020 'Año Mariné' porque el 31 de diciembre de aquel año cumplió 100 años.
En diciembre de 2020 fue recompensado, junto con Jaume Balagueró, con el premio de honor de la primera edición del Festival Internacional de Cinema de Lleida (Visual Art).
En 2021, se estrenó el documental Juan Mariné. Un  siglo  de  cine, dirigido por María LluÏsa Pujol.
En febrero de 2023, el Festival de Cortometrajes Daganzo Trascámara creó el premio Juan Mariné para reconocer el mérito de las personas tanto artísticas como técnicas de la industria audiovisual.
En 2024 recibió el premio Goya de Honor por toda su trayectoria. 